# Donald MacLaren
Donald Roderick MacLaren (Ottawa, Canadà, 28 de maig de 1893 - Burnaby, British Columbia, Canadà, 4 de juliol de 1988) fou un aviador de combat as canadenc de la Primera Guerra Mundial. Fou acreditat amb 54 victòries i, després de la guerra, ajudà a fundar la Royal Canadian Air Force.
Donald MacLaren va néixer a Ottawa però la seva família es traslladà primer a Calgary el 1899 i més tard a Vancouver el 1911. El 1912, MacLaren anà a Montreal a estudiar a la McGill University. El 1914, una malaltia l'obligà a abandonar els estudis i tornà a Vancouver. Després de recuperar-se, Donald, el seu pare i el seu germà obriren una pelleteria prop de Peace River. Allà, MacLaren va aprendre a parlar el cree.
El 1916, la família abandonà el comerç per a ajudar amb la guerra. El pare de MacLaren no fou acceptat a l'exèrcit, i entrà a treballar a la Imperial Munitions Board de munició. Els dos fills s'allistaren, Donald a la Royal Flying Corps. Va fer el seu entrenament inicial a Camp Borden, Ontario, per rebre més entrenament més tard a Anglaterra. El 23 de novembre, fou enviat a França on entra a l'Esquadró núm. 46. El primer combat aeri de MacLaren fou al febrer de 1918, quan MacLaren va abatre un aparell alemany dut 'fora de control'.
Fou condecorat amb la Creu Militar per una patrulla del 21 de març de 1918 en que destruí l'artilleria que defensava una via de tren, destruí un globus aerostàtic i dos biplaces LVG alemanys. Al setembre, fou condecorat amb la Creu dels Vols Distingits. MacLaren fou nomenat comandant de l'esquadró després de la mort en un accident del comandant d'esquadró.
A finals d'octubre, MacLaren, que encara no s'havia ferit en tota la guerra, es trencà una cama en una lluita amistosa de 'wrestling' amb un altre membre de l'esquadró. Fou enviat a Anglaterra el 6 de novembre i encara era a l'hospital quan l'armistici fou anunciat. Fou condecorat amb la Distinguished Service Order pel seu lideratge de l'esquadró durant els últims mesos de la guerra.
Al final de la guerra MacLaren havia estat condecorat amb la Creu Militar amb barra, la Distinguished Flying Cross, i la Distinguished Service Order. També fou condecorat amb la Legió d'Honor i la Creu de Guerra franceses. MacLaren fou acreditat amb 1 aparell capturat compartit, 5 (i 1 compartit) globus destruïts, 15 (i 6 compartits) aparells destruïts, i 18 (i 8 compartits) duts 'fora de control'. S'ha de tenir en compte que el seu primer dogfight no fou fins al febrer de 1918 i que aconseguí totes les seves victòries en tan sols 9 mesos. Entre d'altres, probablement va abatre l'as Mieczysław Garsztka el 2 d'octubre de 1918 (compartit amb James Leith i Cyril Sawyer).
Quan abandonà l'hospital, ajudà a la fundació de la Royal Canadian Air Force i estava al càrrec dels nous pilots canadencs arribats a Anglaterra que eren transferits a la nova força aèria. Tornà al Canadà amb un permís a finals de 1919, quan es casà amb Verna Harrison de Calgary. Tornà a Anglaterra el febrer de 1920, però renuncià al seu càrrec de la RCAF poc després.
En tornar al Canadà formà la Pacific Airway que fou més tard adquirida per la Western Canada Airways. Va morir al juliol de 1988.
És interessant remarcar que serví a l'Esquadró núm. 46 amb Victor Maslin Yeates, l'autor de la novel·la Winged Victory on, Tom Cundall, el protagonista, té un comandant de vol canadenc anomenat Mac. És universalment reconegut que aquest personatge està basat en MacLaren.